# Karate na Igrzyskach Ameryki Południowej 2018
Karate na Igrzyskach Ameryki Południowej 2018 odbywało się w dniach 27–29 maja 2018 roku w Coliseo Suramericano w Cochabamba w dwunastu konkurencjach. Rywalizacja służyła również jako kwalifikacja do zawodów karate na Igrzyskach Panamerykańskich 2019.

## Podsumowanie

### Klasyfikacja medalowa
| Klasyfikacja medalowa | Klasyfikacja medalowa | Klasyfikacja medalowa | Klasyfikacja medalowa | Klasyfikacja medalowa | Klasyfikacja medalowa |
| --------------------- | --------------------- | --------------------- | --------------------- | --------------------- | --------------------- |
| Miejsce               | Reprezentacja         | Złoto                 | Srebro                | Brąz                  | Razem                 |
| 1                     | Wenezuela             | 4                     | 3                     | 2                     | 9                     |
| 2                     | Peru                  | 2                     | 2                     | 4                     | 8                     |
| 3                     | Brazylia              | 1                     | 2                     | 4                     | 7                     |
| 4                     | Kolumbia              | 1                     | 1                     | 3                     | 5                     |
| =                     | Ekwador               | 1                     | 1                     | 3                     | 5                     |
| =                     | Chile                 | 1                     | 1                     | 3                     | 5                     |
| 7                     | Argentyna             | 1                     | 0                     | 4                     | 5                     |
| 8                     | Urugwaj               | 1                     | 0                     | 0                     | 1                     |
| 9                     | Panama                | 0                     | 1                     | 0                     | 1                     |
| =                     | Paragwaj              | 0                     | 1                     | 0                     | 1                     |
| 11                    | Boliwia               | 0                     | 0                     | 1                     | 1                     |

### Medaliści
| Konkurencja   | 1. miejsce             | 2. miejsce        | 3. miejsce                           |           |
| Mężczyźni     | Mężczyźni              | Mężczyźni         | Mężczyźni                            | Mężczyźni |
| ------------- | ---------------------- | ----------------- | ------------------------------------ | --------- |
| Kata          | Antonio Díaz Fernández | Héctor Cención    | Mariano Wong Walter Carrizo          |           |
| do 60 kg      | Daiver Larrosa         | Jovanni Martínez  | Andrés Rendón Agustín Farah          |           |
| do 67 kg      | Andrés Madera          | Vinicius Figueira | Camilo Velozo José Ramírez Gutiérrez |           |
| do 75 kg      | Juan Landazuri         | Hernani Veríssimo | José Valdivia Jhosed Ortuño          |           |
| do 84 kg      | Freddy Valera          | Israel Aco        | Esteban Espinoza Mohamed Dames       |           |
| powyżej 84 kg | Rodrigo Rojas          | Diego Lenis       | Franklin Mina Germán Pérez           |           |
| Kobiety       |                        |                   |                                      |           |
| Kata          | Ingrid Aranda          | Valerya Hernández | Nicole Mota Cristina Orbe            |           |
| do 50 kg      | Yamila Benítez         | Leyla Servín      | Giovanna Feroldi Aurimer Campos      |           |
| do 55 kg      | Valéria Kumizaki       | Bárbara Pérez     | Tihare Astudillo Hiromi Sánchez      |           |
| do 61 kg      | Jacqueline Factos      | Alexandra Grande  | Érica dos Santos Carolina Videla     |           |
| do 68 kg      | Marianth Cuervo        | Susana Li Zhang   | Gabrielle Sepe Milagros Alfaro       |           |
| powyżej 68 kg | Isabel Aco             | Valeria Echever   | Shanee Torres Valentina Castro       |           |